# Černošice-Mokropsy
Černošice-Mokropsy – przystanek kolejowy w Černošicach, w kraju środkowoczeskim, w Czechach. Znajduje się na linii kolejowej Praga – Beroun, na południe od Pragi. Znajduje się na wysokości 210 m n.p.m.
Jest zarządzany przez Správę železnic. Na przystanku zatrzymują się pociągi systemu szybkiej kolei miejskiej Esko w Pradze.

## Linie kolejowe
- 171 Praha - Beroun